# Jozef Nagy (matematik)
Jozef Nagy (31. srpna 1932, Štefanová – 26. ledna 2024) byl slovenský matematik a vysokoškolský pedagog, spjatý svým působením především s Prahou. Zabýval se zejména diferenciálními rovnicemi, dynamickými systémy a popularizací vědy.
Studoval na MFF UK v Praze v letech 1952–1956 obor matematika-fyzika. Od roku 1959 působil ve Výzkumném ústavu matematických strojů v Praze, kde pracoval v oblasti použití počítačů při řízení technologických procesů. Od roku 1967 působil
na katedře matematiky Fakulty elektrotechnické ČVUT. V roce 1968 se habilitoval.
Roku 1972 se stal prvním předsedou nově ustavené Matematické vědecké sekce Jednoty československých matematiků a fysiků.
Byl aktivním členem římskokatolické farnosti ve Vršovicích.